# Бусяжська Успенська церква (Білорусь)
Бусяжська Успе́нська церква — історична будівля XVIII століття в селі Бусяж Івацевинського району, пам'ятка архітектури (номер 112Г000291). Розташована у південно-західній частині села.

## Історія
Кам'яна церква збудована у 1773 — 1779 рр. як костел чернечого ордена картезіанців. У 1840-ті її переобладнано під православну церкву. Була капітально відремонтована у 1912. Церква постраждала від обстрілів у Другу світову війну .

## Архітектура
Церква зведена у стилі бароко. Головний об'єм церкви прямокутний у плані, накритий двосхилим дахом. З торців будинок вінчають фігурні аттики з волютами, характерні для бароко. З півночі прибудована більш пізня апсида. Південний фасад розділяється антаблементом на два яруси, верхній з яких завершує гранована вежа. На верхньому ярусі над головним входом є лучкове вікно, а з обох боків від нього — ніші з конхами, в яких раніше були скульптури євангелістів. Бічні фасади розчленовують шаруваті пілястри в проміжках між віконними отворами, що мають лучкову форму. Внутрішні приміщення мають зальне планування. Зал перекритий циліндричним склепінням з розпалубками. Невеликі хори розташовані над головним входом, з'єднані із залою арочним прорізом   .